# Proteolipidek
A proteolipidek lipidhez – például zsírsavhoz, terpenoidhoz vagy szterolhoz – kovalensen kötött fehérjék. E kapcsolat létrehozása a fehérjelipidáció, mely az acilációk és poszttranszlációs módosítások közé tartoznak. Az agyban sok proteolipid található, de más állati és növényi szövetben is jelen vannak. Proteolipid például az éhséggel összefüggő ghrelin. Sok proteolipid zsírsavakhoz kovalensen kötött fehérjékből áll, gyakran a biológiai membránokkal kölcsönhatási felületet adva. Nem tévesztendők össze a lipoproteinekkel, melyek lipidekből és apolipoproteinekből állnak.

## Szerkezet
A fehérjéhez kötődő zsírsavtól függően a proteolipid tartalmazhat mirisztoil-, palmitoil- vagy prenilcsoportot. Ezek funkciója és aminosav-preferenciájuk eltér. Ezek hozzáadása a mirisztoiláció (általában N-terminális Gly-hez), palmitoiláció vagy preniláció (ciszteinhez). A látszólag specifikus név ellenére az N-mirisztoiláció és S-palmitoiláció – gyakran növényi és vírus-proteolipideknél – más zsírsavval is megtörténhet.
A lipidált peptidek a peptidhez kötött egy vagy több lipidlánccal rendelkező amfifil peptidek. A peptidamfifilekhez hasonlóan a hidrofil/hidrofób egyensúlynak és a peptidegységek közti kölcsönhatásoknak megfelelő szerkezetet vesznek fel, mely az aminosavak töltésétől függ. A lipidált peptidekben az amfifil felületaktív anyagok felületi jellemzői és a bioaktív peptidek működése is megtalálható, és számos nanoszerkezetet képesek alkotni.

## Funkció és alkalmazás
Tulajdonságaik, például a magas receptoraffinitás és bioaktivitás, valamint az alacsony toxicitás miatt a peptidek terápiás használata fontos lehet: több mint 100 bejegyzett peptidalapú gyógyszer van. Hátrányuk az alacsony oralis biohasznosíthatóság és stabilitás. A lipidáció mint kémiai módosítás hasznosnak bizonyult ezek megoldásában: 4 lipidált peptidgyógyszert fogadtak el humán használatra, és sok más klinikai kísérletek alatt áll. Két bejegyzett gyógyszer hosszú hatású GLP-1-analóg, ezek a liraglutid (Victoza®) és az inzulin-detemir (Levemir®). A másik kettő a daptomicin és a polimixin B antibiotikumok.
A lipidált peptideket máshol, például a kozmetikában is használják. A kereskedelemben kapható Matrixil lipidált peptidet használják ránctalanító krémekben. Ez KTTKS szekvenciájú pentapeptid, melyhez palmitoil-lipidlánc kötődik, növelve a kollagén- és fibronektintermelést a fibroblasztokban. Több tanulmány szerint is ígéretes a palmitoil-KTTKS, a topikus krémekről kiderült a vékony vonalak és ráncok számát csökkentő képessége, segítve a bőröregedés késleltetését. Hamleyék vizsgálták a palmitoil-KTTKS-t, és kiderítették, hogy nanoszalagokká áll össze 3–7 közti pH esetéén, és koncentrációfüggő mértékben stimulálják a bőr- és a cornealis fibroblasztokat az aggregációs koncentráció felett.
Vannak ritkább, a membránhoz nem feltétlenül kapcsolódó fehérjeacilációs formák. Ilyenek például a szerin O-oktanoilációja a ghrelinben, O-palmitoleoilációja a Wnt-fehérjékben és O-palmitoilációja a H4 hisztonban az LPCAT1 által. A sünfehérjéken N-palmitoiláció és koleszteriláció is történik. Egyes bőrceramidok proteolipidek. A lizin aminocsoportja is mirisztoilálódhat, ennek mechanizmusa kevéssé ismert.

## Baktériumokban
Minden baktérium sejtmembránjában vannak proteolipidek, ezeket néha tévesen bakteriális lipoproteinnek nevezik. Gyakori módosulás az N-acil és S-diacilglicerin kapcsolása N-terminális cisztinhez. A Gram-negatív baktériumokban lévő Braun-lipoprotein e csoport tagja. Ezenkívül a Mycobacterium O-mikolát-fehérjéket tartalmaz külső membránjában. A kloroplasztiszok és mitokondriumok számos, a baktériumok által proteolipideken végzett módosításra képesek. N-acildiacilglicerilált sejtfal-proteolipidek adatbázisa a DOLOP.
A patogén spirocheták, például a Borrelia burgdorferi és a Treponema pallidum proteolipid adhezinjeiket használják a sejtekhez tapadáshoz. Ezek erős antigének, a két faj fő immunogénjei.
A proteolipidek közé tartoznak nem a riboszómában szintetizált bakteriális antibiotikumok. A nem riboszomális peptidszintáz előállíthat lipidhez kapcsolt peptidet, „lipopeptidet”. A bakteriális proteolipidek és lipopeptidek (LP) erős szepszisindukálók, csak a lipopoliszacharidoknál gyengébb gyulladásokozók. Az LPS-t a TLR4, az LP-t a TLR2 észleli.

### Bacillus
Sok proteolipidet a Bacillus nemzetség állít elő, ezek 7–10 aminosavból álló gyűrűk, rajtuk 13–19 szénatomos β-hidroxizsírsavval. Ezek a gyűrűs peptidtől függően lehetnek szurfaktinok, iturinok vagy fengicinek. A Bacillus által termelt lipidált peptidek számos hasznos, például baktericid, virucid, fungicid és tumoricid funkcióval rendelkezhetnek, számos területen hasznossá téve őket.

#### Szurfaktinok
Nevüknek megfelelően a szurfaktinok erős biofelületaktív anyagok (baktériumok, élesztő vagy gomba által termelt felületaktív szerek), a víz felületi feszültségét 72-ről 27 mN/m-re csökkentik alacsony koncentrációban. Továbbá a szurfaktinok képesek a lipidmembránok permeabilizálására, lehetővé téve számukra specifikus antimikrobiális és -virális funkciókat. Mivel biofelületaktív anyagok, a szurfaktinok jellemzői erősen diverzek. Ilyenek például az alacsony toxicitás, a biológiai lebomlás és a hőmérséklet- és pH-változás jobb tűrése, számos alkalmazásban használhatóvá téve őket.

#### Iturinok
Az iturinok pórusképző antifungális lipopeptidek, ez a sejtek membránjával való kölcsönhatásán alapul. A mikoszubtilin membránokkal szterolcsoportja révén kölcsönható, a gombákban lévő ergoszterolt célzó iturin, így fungicid e lipopeptid.

#### Fengicinek
A fengicinek további, a Bacillus subtilis által előállított biofelületaktívanyag-osztály, mely a fonalas gombák ellen hat. Kétféle fengicin van, ezek a fengicin A és a fengicin B, melyek csak a 6. aminosavban térnek el – előbbiben ez alanin, utóbbiban valin.

### Streptomyces
A daptomicin is természetes lipopeptid, melyet a Gram-pozitív Streptomyces roseoporous termel. Szerkezete dekanoil-lipidláncot tartalmaz, mely részben ciklizált peptidcsoporthoz kötődik. Erős antimikrobiális szer, és Gram-pozitív baktériumok, például az MRSA vagy a vankomicin-rezisztens Enterococcusok okozta életveszélyes betegségek kezelésére használatos. A Bacillus subtilis lipidált peptidjeihez hasonlóan a sejtmembránon való áthaladása okozza tulajdonságait, és hatásmechanizmusában feltehetően a dekanoillánc baktériummembránba jutása zavarja a membránt. Ez jelentős depolarizációt okoz, gátolva bizonyos szintéziseket, beleértve a DNS-, fehérje- és RNS-szintézist is, apoptózist okozva.

## Fordítás
Ez a szócikk részben vagy egészben  a   Proteolipid című angol Wikipédia-szócikk ezen változatának fordításán alapul.  Az eredeti cikk szerkesztőit annak laptörténete sorolja fel. Ez a jelzés csupán a megfogalmazás eredetét és a szerzői jogokat jelzi, nem szolgál a cikkben szereplő információk forrásmegjelöléseként.